# ایوانو بوردون
ایوانو بوردون (به ایتالیایی: Ivano Bordon) بازیکن سابق و مربی دروازه‌بان‌های فوتبال اهل ایتالیا است.

## تیم ملی
از سال ۱۹۷۸ میلادی عضو تیم ملی فوتبال ایتالیا بوده و در ۲۱ بازی ملی حضور داشته‌است. او در بازی‌های ملی‌اش ۲۶ گل دریافت کرد.
ایوانو بوردون آخرین بازی ملی خود را در سال ۱۹۸۴ میلادی انجام داد.